# スペクトル理論
数学において、スペクトル理論（スペクトルりろん、英語: spectral theory）とは、正方行列の固有ベクトル、固有値に関する理論の無限次元への拡張を指す。
スペクトル理論の名称は、ダフィット・ヒルベルトが自身のヒルベルト空間論の定式化に際して、“無限個の変数を持つ二次形式”に対応する固有値をスペクトルと呼んだことに由来する。スペクトル定理は、楕円体の主軸に関する定理の無限次元への拡張として考えられた。量子力学において、離散スペクトルの特徴をスペクトル理論を用いて説明できることが思いがけず知られるようになるが、それは後の時代の話である。

## 概説
スペクトル理論の定式化は主に3つの段階に分けられるが、いずれも重要である。ヒルベルトによる最初の定式化の後、物理学の要請に応える形で、主にフォン・ノイマンが抽象ヒルベルト空間とその上での正規作用素のスペクトル理論を発展させた。また、これに基づくさらに進んだ理論には、抽象的に与えられるバナッハ環の概念などが含まれる。このような理論の発展は、可換バナッハ環に関するゲルファント表現の理論を導き、さらにその非可換版としての非可換調和解析を生んだ。
これらの違いはフーリエ解析とのつながりに見ることができる。実数直線上のフーリエ変換は、ある意味では微分作用素としての微分のスペクトルに関する理論である。しかし、物理現象を説明しようとすると、（ゲルファントの三つ組のような）一般化された固有関数を扱う必要が生じる。一方で群環を構成するのは容易であり、微分のスペクトルがフーリエ変換の基本性質を記述していることが、ポントリャーギン双対によって確認できる。
バナッハ空間上の作用素のスペクトル特性についても研究がなされており、例えばバナッハ空間上のコンパクト作用素は、行列と同様のスペクトル特性を多く有することが知られている。
スペクトル理論には以下の内容が含まれる。
- 積分方程式・フレドホルム理論・コンパクト作用素
- スツルム–リウヴィル理論・水素原子におけるシュレーディンガー方程式の解
- スペクトル定理・エルミート作用素・スペクトル分解・汎函数計算
- 等スペクトル理論・ラックス対
- 作用素のスペクトル
- アティヤ＝シンガーの指数定理
- スペクトル幾何学
- スペクトルグラフ理論